# Escola Naval (Portugal)
A Escola Naval DmTE • MHA • MHSE • GCIH • MHC é um estabelecimento de Ensino Superior Público Universitário Militar destinado a formar os Oficiais dos quadros permanentes da Marinha Portuguesa. A escola está instalada no Perímetro Militar do Alfeite, em conjunto com o Arsenal e a Base Naval de Lisboa. A Escola Naval tem cerca de 300 alunos, ensinados por cerca de 70 professores universitários militares e civis.

## História
A origem da Escola Naval remonta à mítica Escola de Sagres, criada pelo Infante D. Henrique e à Aula do Cosmógrafo-Mor fundada em 1559 sob orientação do matemático Pedro Nunes. 
A actual Escola Naval foi fundada em 1782 com a denominação de Academia Real dos Guardas Marinhas, instalando-se no Terreiro do Paço, em Lisboa. Esta academia tinha como função, formar os oficiais da Armada Real. 
Com a invasão napoleónica de 1807, a Academia Real dos Guardas Marinhas desloca-se para o Rio de Janeiro, juntamente com a família real portuguesa. Em 1822, com a independência do Brasil, a academia divide-se em duas, uma portuguesa e outra brasileira. A academia portuguesa volta a instalar-se em Lisboa em 1825. A academia brasileira dá origem à Escola Naval do Brasil.
Em 1845, a Academia Real dos Guardas Marinhas de Portugal, passa a denominar-se Escola Naval. A escola continuou instalada no Terreiro do Paço em Lisboa até ser transferida em 1936 para o Alfeite, processo que foi conduzido por Joaquim de Almeida Henriques, o primeiro comandante nestas novas instalações.

### Condecorações[1]
- Dama da Ordem Militar da Torre e Espada, do Valor, Lealdade e Mérito de Portugal (5 de junho de 1930)
- Grã-Cruz da Ordem do Infante D. Henrique de Portugal (29 de maio de 1961)
- Membro-Honorário da Ordem Militar de Sant'Iago da Espada de Portugal (20 de maio de 1982)
- Membro-Honorário da Ordem Militar de Avis de Portugal (6 de dezembro de 1988)
- Membro-Honorário da Ordem Militar de Cristo de Portugal (24 de setembro de 2021)

## Divisa
A Escola Naval tem como divisa a expressão “TALANT DE BIEN FAIRE”, reproduzindo o que já fora o lema do Infante D. Henrique, que quer dizer talento, desejo ou vontade de bem fazer, e exorta a um esforço para a perfeição.